# 鎌ケ谷市消防本部
鎌ケ谷市消防本部（かまがやししょうぼうほんぶ）は、千葉県鎌ケ谷市の消防部局（消防本部）。管轄区域は鎌ケ谷市全域。

## 概要
- 消防本部：鎌ケ谷市右京塚10-12
- 管内面積：21.11km2
- 職員定数：154人
- 消防署3カ所
- 主力機械（2019年4月1日現在）
  - 普通消防ポンプ自動車：3
  - 水槽付消防ポンプ自動車：2
  - はしご付消防自動車：1
  - 化学消防自動車：1
  - 高規格救急自動車：5
  - 指揮車：3
  - 救助工作車：1
  - 資機材搬送車：3
  - 指令車：1
  - 事務車：2
  - 人員搬送車：1
  - 火災原因調査車：1
  - 査察車：1
  - 消火薬剤搬送車：1
  - 指揮広報車：1

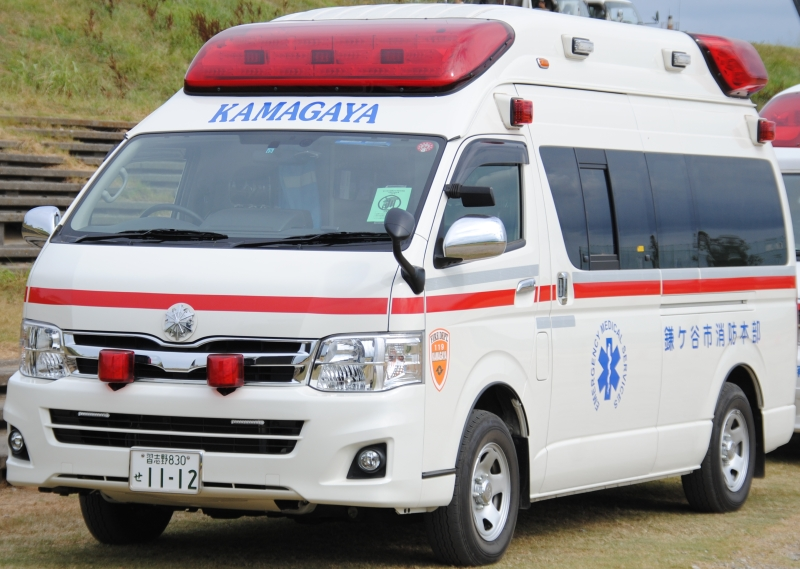
救急車

【主力機械に関する参考文献：令和元年版消防年報（鎌ケ谷市消防本部）】

## 沿革
- 1970年4月　鎌ケ谷町消防本部・鎌ケ谷町消防署を設置する。
- 1970年12月　化学消防自動車を消防署に配備する。
- 1971年9月　市制施行に伴い、鎌ケ谷市消防本部・鎌ケ谷市消防署に改称する。
- 1972年10月　18メートル級はしご付消防自動車を消防署へ配備する。
- 1975年5月　消防本部に課制を導入する。
- 1978年1月　くぬぎ山分署を設置する。
- 1980年5月　消防音楽隊が発足する。
- 1980年12月　救助工作車を消防署に配備する。
- 1992年3月　救急自動車をくぬぎ山分署に配備する。
- 1993年4月　くぬぎ山分署がくぬぎ山消防署に昇格し、2署体制となる。鎌ケ谷市消防署を中央消防署に改称する。
- 1997年4月　鎌ケ谷消防署を設置し、3署体制となる。
- 2000年2月　高規格救急自動車を中央消防署に配備する。
- 2002年12月　高規格救急自動車をくぬぎ山消防署に配備する。
- 2003年4月1日　松戸市消防局内に設けた千葉北西部消防指令センターに通信指令業務を委託する[1]。
  - 10月　消防本部を現在地に移転する。
- 2007年2月　高規格救急車を鎌ケ谷消防署に配備する。

【参考文献：鎌ケ谷市消防統計 平成20年版（鎌ケ谷市消防本部）】

## 組織
- 本部－総務課、予防課、警防課
- 消防署

## 消防署
| 消防署         | 画像 | 住所        | 出張所 |
| -------------- | ---- | ----------- | ------ |
| 中央消防署     |      | 右京塚10-2  | なし   |
| くぬぎ山消防署 |      | 初富23-72   | なし   |
| 鎌ケ谷消防署   |      | 初富928-472 | なし   |